# Legio XII Fulminata
Legio duodecima Fulminata ou Legio XII Fulminata ("Décima-segunda legião, armada com raios"), também conhecida como "Paterna", "Victrix", "Antiqua", "Certa Constans" e "Galliena", foi uma legião romana, formada por Júlio César em 58 a.C. e que o acompanhou nas Guerras gálicas até 49 a.C. A unidade permanecia guardando um vau do rio Eufrates perto de Melitene no início do século V d.C. O emblema da legião era um raio (fulmen). Nos séculos finais de sua existência passou a ser conhecida corriqueiramente - e incorretamente - como Legio Fulminatrix, a Legião Fulminante.

## Sob César
A décima-segunda legião, como é talvez mais conhecida, lutou na Batalha do Sábis e, provavelmente, também participou de cerco de Alésia. A décima-segunda lutou também na batalha de Farsalos (48 a.C.), quando César derrotou Pompeu Magno. Após sua vitória na Guerra civil Cesariana, a legião passou a se chamar Victrix. Marco Antônio liderou a décima-segunda, renomeada XII Antiqua ("de qualidade consolidada") durante sua campanha contra o Império Parta. Durante a última parte do governo de Augusto, a XII Fulminata serviu na Síria, acampando em Rapana.

## Contra os Partas
No oriente, o rei Vologases I invadiu a Armênia (58), um reino cliente de Roma. O imperador Nero ordenou Cneu Domício Córbulo, o novo legado imperial propretor da Ásia, que lidasse com o problema, e Córbulo então trouxe a IV Cítica da Mésia e, com a III Gálica e a VI Ferrata, derrotou os partas, restaurando Tigranes VI ao trono armênio. Em 62 d.C., a IV Cítica e a XII Fulminata, comandadas pelo novo legado da Capadócia, Lúcio Cesênio Peto, foram derrotadas pelos partos e pelos armênios na batalha de Randeia e forçadas a se render. As legiões foram humilhadas e foram removidas do teatro da guerra.

## A grande revolta judaica
Em 66, após uma revolta zelote ter destruído a guarnição romana em Jerusalém, a XII Fulminata, com vexillationes da IV Cítica e VI Ferrata foram enviadas para retaliar, mas foram impedidas por Caio Céstio Galo, legado imperial da Síria, quando ele percebeu que a revolta era fraca. Em seu caminho de volta, a XII Fulminata foi emboscada e derrotada por Eleazar ben Simon na Batalha de Beth Horon e perdeu a sua Águia. Porém, a XII Fulminata lutou bem na parte final da guerra e apoiou seu comandante, T. Flávio Vespasiano, na bem-sucedida tentativa de tomar o trono imperial. Ao final da guerra, a XII Fulminata e a XVI Flavia Firma foram enviadas para guardar a borda do Eufrates, no vau perto de Melitene.

## Defendendo a fronteira oriental
Em 75, a XII Fulminata estava no Cáucaso, para onde o imperador Vespasiano a tinha enviado para apoiar os aliados Reino da Ibéria e da Albânia. De fato, no Azerbaijão, uma inscrição foi encontrada onde se lê  IMP DOMITIANO CAESARE AVG GERMANICO LVCIVS IVLIVS MAXIMVS LEGIONIS XII FVL, "Sob o imperador Domiciano, César. Augusto Germânico, Lúcio Júlio Máximo, Legio XII Fulminata"[a].
Historiadores argumentam que o atual povoado de Ramana, próximo à Bacu, foi possivelmente fundado pelas tropas romanas de Lúcio Júlio Máximo da XII Fulminata por volta de 84–96 e deriva seu nome do latim Romana. Entre outros fatos que reforçam esta hipótese estão o mapa topográfico-militar do Cáucaso publicado em 1903 pela administração russa e que escreve o nome da cidade como sendo "Romana". Vários artefatos romanos foram encontrados na região da península de Absheron.
A legião estava provavelmente na Armênia durante a campanha de Trajano em 114, que terminou com a anexação do reino.
Em 134, a ameaça dos alanos foi subjugada pelo governador da província da Capadócia, Arriano, que derrotou os invasores com a ajuda da XII Fulminata e também da XV Apollinaris.

### Chuva milagrosa

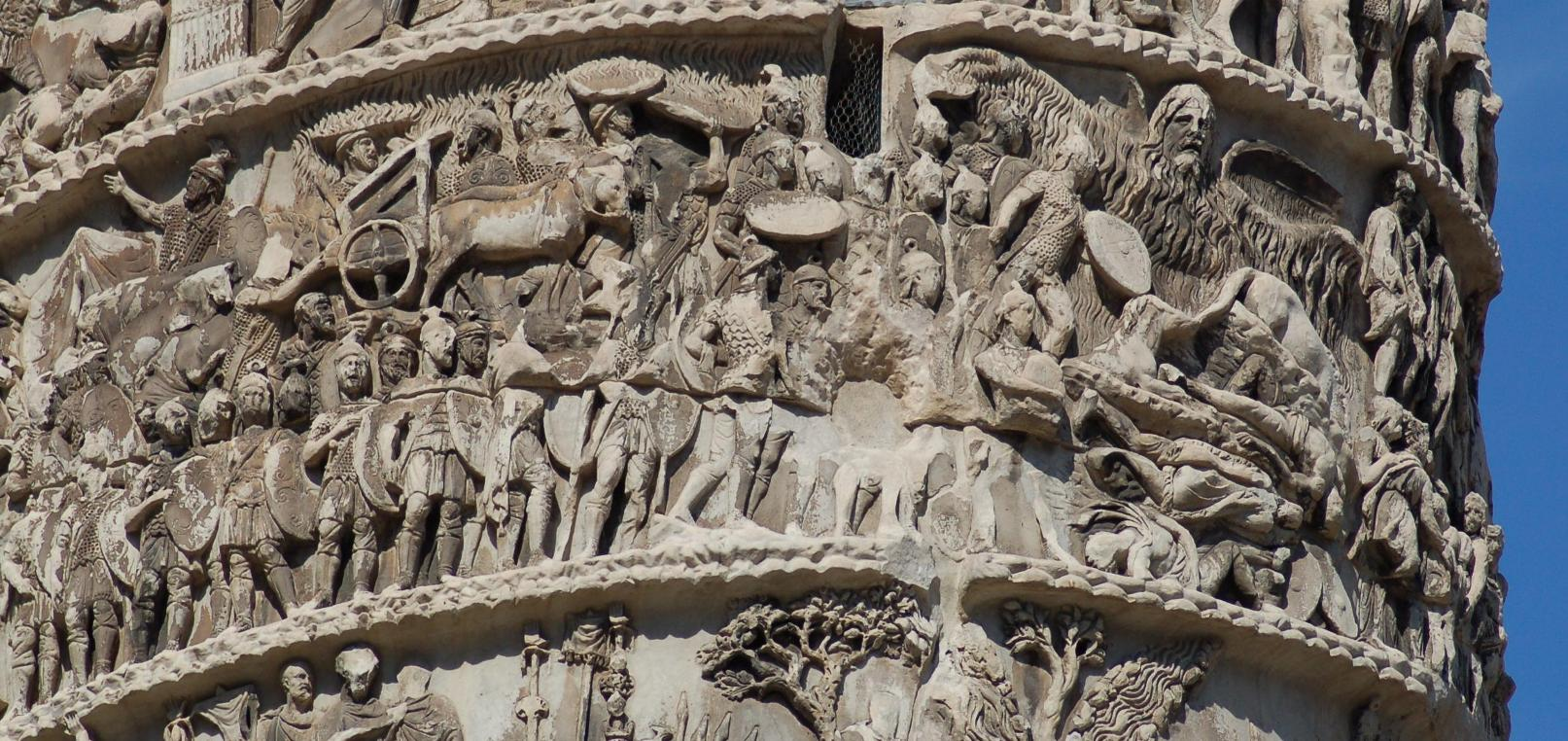
O Milagre da Chuva.
Na coluna de Marco Aurélio, em Roma.

A décima-segunda provavelmente lutou na campanha contra o Império Parta do imperador Lúcio Vero em 162 - 166, se uma unidade com soldados da XII e da XV controlaram por algum tempo a recém conquistada capital da Armênia, Artaxata. O imperador Marco Aurélio comandou a XII Fulminata em sua campanha contra os quados, um povo que habitava a região onde hoje é a Eslováquia. Segundo a História Eclesiástica de Eusébio de Cesareia (V.5), um episódio uma chuva milagrosa salvou uma parte da décima-segunda da derrota, evento que foi relatado inclusive por fontes não cristãs. Nesta época, grande parte da décima-segunda era formada por cristãos. Há uma crença que isto teria levado o imperador a emitir um decreto proibindo a perseguição aos cristãos, o que parece ser uma falsificação
Em 175, a legião estava em Melitene quando Caio Avídio Cássio se revoltou. A décima-segunda, permaneceu leal ao imperador e obteve o cognome "Certa Constans" ("de fato constante").
No ano dos cinco imperadores, após a morte do imperador Pertinax (193), a XII Fulminata apoiou o governador da Síria, Pescênio Níger, que terminou por ser derrotado pelo imperador Sétimo Severo. Quando a fronteira oriental do império se moveu do Eufrates para o Tigre, a décima-segunda ficou na reserva, possivelmente como punição pelo apoio ao rival de Severo.
As redondezas de Melitene foram um dos primeiros lugares onde a fé cristã se espalhou. Polieucto de Melitene foi um mártir sob o imperador Valeriano e que era um soldado na XII Fulminata.
O Império Sassânida foi uma grande ameaça para o poder romano no oriente. O rei Sapor II conquistou a base da XV Apollinaris, Satala, em 256 e saqueou Trapezo (258). O imperador Valeriano então se moveu para contê-lo, mas foi derrotado e capturado. A derrota provocou o colapso parcial do império, com o secessão do Império Gálico no ocidente e do Império de Palmira no oriente. Sabe-se que a XII Fulminata estava sob o comando de Odenato, governante de Palmira, mas também que o imperador Galiano condecorou a legião com o cognome Galliena.
Após estes episódios, os registros da Fulminata são escassos. O Império de Palmira foi reconquistado por Aureliano. O imperador Diocleciano derrotou os sassânidas e moveu a fronteira para o norte da Mesopotâmia. A décima-segunda, que provavelmente tomou parte nestas campanhas, aparece guardando a fronte do Eufrates em Melitene ainda no início do século V (Notitia Dignitatum).